# Fiumefreddo di Sicilia
Fiumefreddo di Sicilia – miejscowość i gmina we Włoszech, w regionie Sycylia, w prowincji Katania.
Według danych na rok 2004 gminę zamieszkiwało 9581 osób, 798,4 os./km².

## Miasta partnerskie
- Oelsnitz/Vogtl.
- Aš, Czechy